# Magnolia rajaniana
Magnolia rajaniana är en magnoliaväxtart som först beskrevs av William Grant Craib, och fick sitt nu gällande namn av Richard B. Figlar. Magnolia rajaniana ingår i släktet Magnolia och familjen magnoliaväxter. Inga underarter finns listade i Catalogue of Life.